# Вінчестер (Коннектикут)
Вінчестер (англ. Winchester) — місто (англ. town) в США, в окрузі Лічфілд штату Коннектикут. Населення — 10 224 особи (2020).

## Демографія
Згідно з переписом 2010 року, у місті мешкали 11 242 особи в 4815 домогосподарствах у складі 2977 родин. Було 5613 помешкання
Расовий склад населення:
| - 93,1 % — білих - 1,8 % — чорних або афроамериканців - 1,0 % — азіатів - 0,2 % — корінних американців - 2,0 % — осіб інших рас |

До двох чи більше рас належало 1,9 %. Частка іспаномовних становила 5,2 % від усіх жителів.
За віковим діапазоном населення розподілялося таким чином: 20,4 % — особи молодші 18 років, 63,7 % — особи у віці 18—64 років, 15,9 % — особи у віці 65 років та старші. Медіана віку мешканця становила 44,0 року. На 100 осіб жіночої статі у місті припадало 97,0 чоловіків;  на 100 жінок у віці від 18 років та старших — 94,1 чоловіків також старших 18 років.
Середній дохід на одне домашнє господарство  становив 72 728 доларів США (медіана — 57 468), а середній дохід на одну сім'ю — 86 299 доларів (медіана — 67 397). Медіана доходів становила 49 318 доларів для чоловіків та 46 638 доларів для жінок. За межею бідності перебувало 17,1 % осіб, у тому числі 23,7 % дітей у віці до 18 років та 9,4 % осіб у віці 65 років та старших.
Цивільне працевлаштоване населення становило 5695 осіб. Основні галузі зайнятості: освіта, охорона здоров'я та соціальна допомога — 23,9 %, виробництво — 14,1 %, роздрібна торгівля — 13,6 %.